# Бджоловидка звичайна
Бджолови́дка звича́йна (Eristalis tenax) — вид двокрилих комах родини Дзюрчалки (Syrphidae). Дорослі особини живляться на квітах, личинки розвиваються у воді.

## Поширення
Космополітичний вид. Батьківщиною виду є Євразія, проте він поширився на всіх континентах, крім Антарктиди.

## Опис

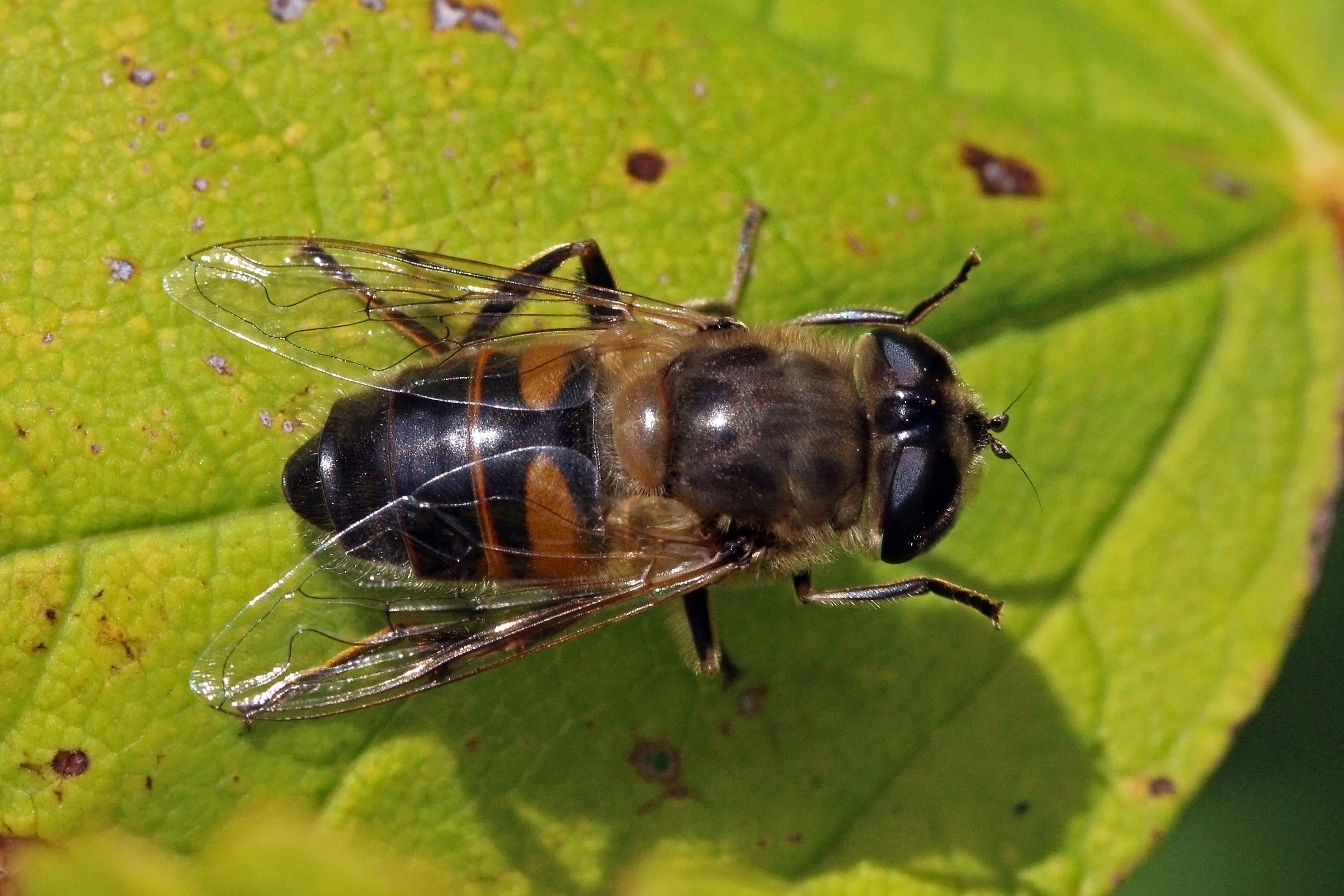
Самиця.

Імаго завдовжки 14-16 мм. Очі з двома вертикальними смугами. Лице з широкою, блискучо-чорною поздовжньою смугою. Аріста (ниткоподібний придаток на вусиках) гола. Грудний відділ зверху коричневий з жовтувато-сірими волосками. Черевце буро-чорне, спереду з великими червонувато-жовтими бічними плямами, з короткими волосками. Нагадує за забарвленням медоносну бджолу. Гомілки задньої пари ніг спереду і ззаду з густим оперенням з довгих волосків. Стегна у більшій частині чорні.

## Розвиток

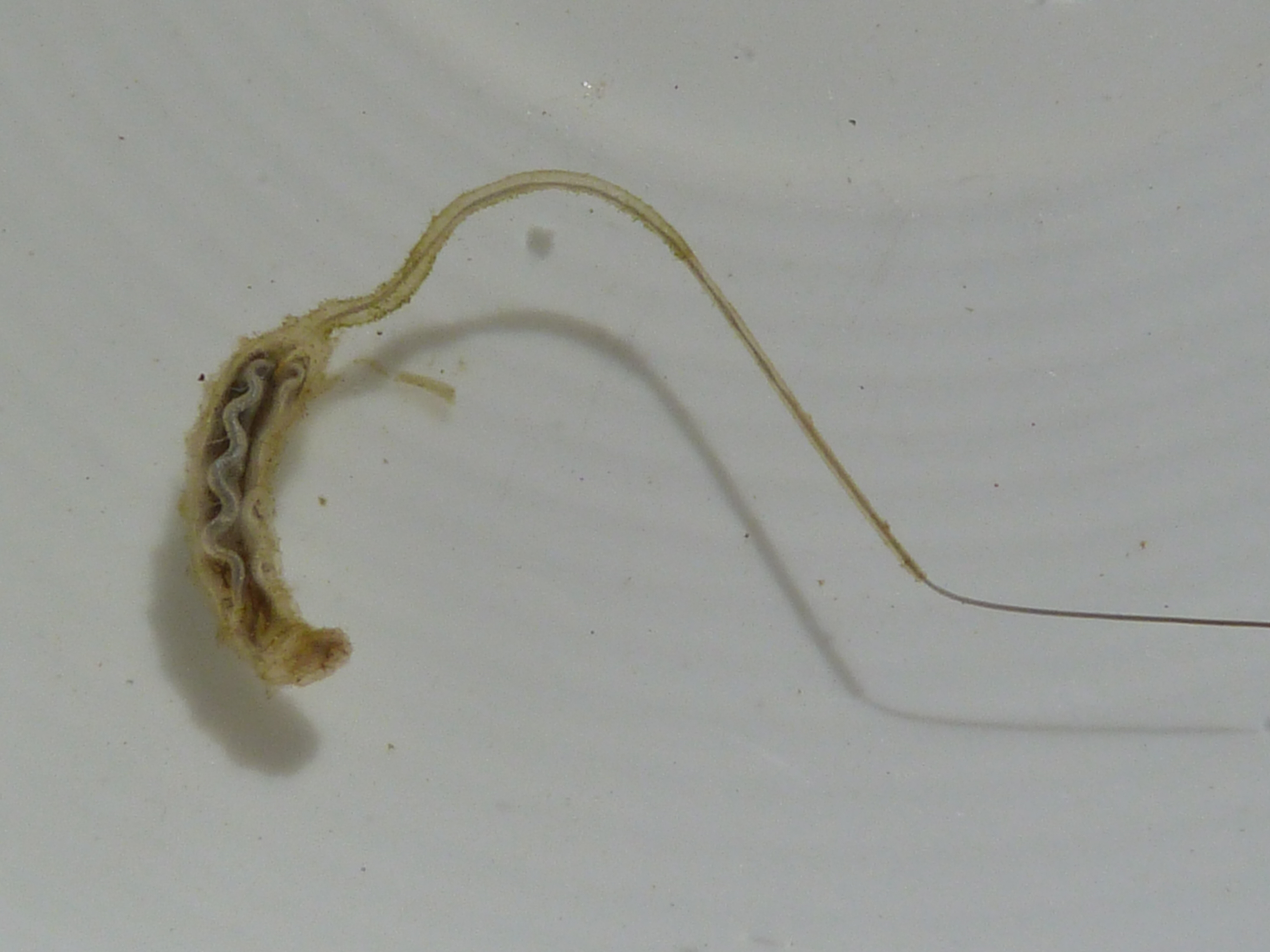
Личинка.

Личинка розвивається у воді та має своєрідну будову — у неї наявний видовжений «хвіст», що слугує додатковим органом дихання. За способом живлення — детритофаг.